# Syndroom van Zellweger
Syndroom van Zellweger is een zeldzame aangeboren aandoening die gekenmerkt wordt door vermindering of afwezigheid van functionele peroxisomen in de cellen. Het behoort tot een familie van leukodystrofieën die Zellweger-spectrumstoornissen worden genoemd. Het syndroom is vernoemd naar Hans Zellweger (1909–1990), een Zwitsers-Amerikaanse kinderarts en hoogleraar pediatrie en genetica aan de universiteit van Iowa, die onderzoek deed naar deze aandoening.

## Tekenen en Symptomen
Het syndroom van Zellweger is één van de drie stoornissen die tot het Zellweger-spectrum van peroxisoombiogenesestoornissen (PBD-ZSD) behoord. De andere twee aandoeningen zijn neonatale adrenoleukodystrofie (NALD) en infantiele ziekte van Refsum (IRD). Hoewel ze een vergelijkbare moleculaire basis voor hebben, is het Zellweger-syndroom de ernstigste van deze drie aandoeningen.
Het Zellweger-syndroom wordt geassocieerd met verminderde neuronale migratie, neuronale positionering en hersenontwikkeling.  Bovendien kunnen personen met het Zellweger-syndroom een vermindering van myeline in het centrale zenuwstelsel (CZS) (vooral cerebraal) vertonen, ook hypomyelinisatie genaamd. Myeline is van cruciaal belang voor normale CZS-functies en dient om zenuwvezels in de hersenen te omwikkelen en isoleren. Dit geeft de witte kleur aan de witte stof van de hersenen. Patiënten kunnen ook post-geboorte sensorineuronale degeneratie vertonen die leidt tot progressief verlies van gehoor en gezichtsvermogen.
Het syndroom kan ook de functie van vele andere orgaansystemen beïnvloeden. Patiënten kunnen craniofaciale afwijkingen vertonen (zoals een hoog voorhoofd, hypoplastische supraorbitale randen, epicanthusplooien, hypoplasie van het middengezicht en een grote fontanel), hepatomegalie (vergrote lever), chondrodysplasia punctata (puntvormige verkalking van het kraakbeen in specifieke delen van het lichaam), oogafwijkingen en niercysten.  Pasgeborenen kunnen zich presenteren met ernstige hypotonie (lage spierspanning), toevallen, apneu en een onvermogen om te eten.

## Oorzaak

Autosomaal recessieve overerving

Het Zellweger-syndroom is een autosomaal recessieve aandoening veroorzaakt door mutaties in genen die coderen voor peroxinen, eiwitten nodig voor de normale samenstelling van peroxisomen. Mutaties in de genen PEX1, PEX2, PEX3, PEX5, PEX6, PEX10, PEX12, PEX13, PEX14, PEX16, PEX19 of PEX26 zijn het meest voorkomend.  Bijna altijd hebben patiënten mutaties die de activiteit van zowel de maternale als de paternale kopieën van een van deze bovengenoemde PEX- genen inactiveren of sterk verminderen.
Als gevolg van verminderde peroxisoomfunctie kunnen de weefsels en cellen van een individu vetzuren met zeer lange ketens (VLCFA, >20 C) en vetzuren met vertakte ketens (BCFA) ophopen, die normaal in peroxisomen worden afgebroken. De ophoping van deze lipiden kan de normale functie van meerdere orgaansystemen aantasten. Bovendien kunnen deze patiënten een tekort aan plasmalogenen vertonen, etherfosfolipiden voornamelijk belangrijk voor de hersen- en longfunctie. De galzuursynthese is defect vanwege een gebrek aan zijketenmodificaties; De laatste stappen in de synthese van chenodeoxycholzuur en cholzuur omvatten bijvoorbeeld bèta-oxidatie van de vertakte zijketens van respectievelijk dihydroxycholestaanzuur of trihydroxycholestaanzuur door peroxisomale enzymen.

## Diagnose
Naast genetische tests waarbij de sequentie van PEX- genen wordt bepaald, zijn  biochemische tests zeer effectief gebleken voor de diagnose van het Zellweger-syndroom en andere peroxisomale aandoeningen. Doorgaans vertonen patiënten met het Zellweger-syndroom verhoogde vetzuren met zeer lange ketens (>20C) in hun bloed. Gekweekte primaire huidfibroblasten van patiënten vertonen verhoogde vetzuren met een zeer lange keten, een verminderde bèta-oxidatie van vetzuren met een zeer lange keten, alfa-oxidatie van fytaanzuur, alfa-oxidatie van pristaanzuur en de biosynthese van plasmalogeen.

## Behandeling
De malabsorptie van voedingsstoffen als gevolg van een tekort aan galzuren heeft ertoe geleid dat elementaire formule wordt voorgesteld voor voeding. Ze bevatten weinig vet en minder dan 3% van de calorieën is afkomstig van triglyceriden met lange ketens (LCT). Het is echter niet aangetoond dat het verminderen van vetzuren met zeer lange ketens (VLCFA) in het dieet de VLCFA-waarden in het bloed verlaagt,  waarschijnlijk omdat mensen de meeste VLCFA endogeen kunnen produceren. De plasma-VLCFA-niveaus worden verlaagd wanneer de VLCFA via de voeding wordt verlaagd in combinatie met suppletie van Lorenzo's olie (een 4:1-mengsel van glyceryltrioleaat en glyceryltrierucaat) bij X- ALD- patiënten. Omdat de synthese van docosahexaeenzuur (DHA) verstoord is, werd DHA-suppletie aanbevolen, maar een placebogecontroleerd onderzoek heeft sindsdien geen klinische werkzaamheid aangetoond. Vanwege een gebrekkige galzuursynthese worden in vet oplosbare supplementen van vitamine A, D, E en K aanbevolen.

## Prognose
Momenteel is er geen remedie voor het Zellweger-syndroom bekend, noch bestaat er een standaardbehandeling. In november 2023, toen hij vijf maanden oud was, was Christopher Donald Miller de eerste patiënt met het Zellweger-syndroom in de Verenigde Staten die een beenmergtransplantatie onderging. Hij stierf op zeven maanden oud aan veno-occlusieve ziekte. Er moet worden gewaakt voor infecties om complicaties zoals longontsteking en ademnood te voorkomen. Andere behandelingen zijn symptomatisch en ondersteunend. Patiënten overleven meestal niet ouder dan een jaar.